# 563年
| 千纪： | 1千纪                                                                                                  |
| 世纪： | 5世纪 \| 6世纪 \| 7世纪                                                                                |
| 年代： | 530年代 \| 540年代 \| 550年代 \| 560年代 \| 570年代 \| 580年代 \| 590年代                              |
| 年份： | 558年 \| 559年 \| 560年 \| 561年 \| 562年 \| 563年 \| 564年 \| 565年 \| 566年 \| 567年 \| 568年        |
| 纪年： | 癸未年（羊年）；高昌延昌三年；北齊河清二年；西梁天保二年；南朝陳天嘉四年；北周保定三年；新罗開國十三年 |

## 大事记
- 北周命柱國大將軍楊忠、大將軍達奚武聯合突厥東征北齊，一度兵臨晉陽城下，因北齊援軍趕到，無功而返。

## 逝世
- 歐陽頠，長沙臨湘人。南朝陳十九州都督，廣州刺史。